# Saga Fredriksson
Saga Fredriksson, född 3 oktober 1994 i Malmö, är en svensk före detta fotbollsspelare (försvarare). Hon har spelat för LdB FC Malmö, Limhamn Bunkeflo, italienska Sassuolo och Malmö FF.
I oktober 2018 meddelade Fredriksson att hon avslutade sin fotbollskarriär, efter att ha brutit kontraktet med Sassuolo. I mars 2020 gjorde hon dock comeback, när hon presenterades som ny spelare i Malmö FF, som vid tillfället spelade i division 4.
Vid sidan om fotbollen är Fredriksson expertkommentator i TV för Viaplay. I september 2023 meddelade Fredriksson att hon åter ämnar avsluta sin karriär. Som orsak anger hon att hon känner att hon inte längre kan göra sig själv eller laget rättvisa.